# Bror von Blixen-Finecke
Bror Frederik von Blixen-Finecke (født 25. juli 1886 på Næsbyholm, Skåne, død 4. marts 1946 i Gårdstånga, Lund, Skåne) var en svensk friherre og storvildtsjæger.
Han var søn af Frederik Theodor Hans Anna Wolfgang Christian Blixen-Finecke (1847-1919) og Clara Alvilda Benedicte Krag-Juel-Vind-Frijs (1855-1925) (datter af Carl Emil lensgreve Frijs).
Bror var én af de bedst betalte storvildtjægere i Britisk Østafrika (det nuværende Kenya). Han var tvillingebror til Hans von Blixen-Finecke og var fra 1914 til 1925 gift med Karen Blixen. Ægteparret drev sammen en kaffefarm i Kenya, mens Bror samtidig opretholdt sine omfattende safari-aktiviteter. Den mest prominente jæger, han guidede, var Edvard VIII af Storbritannien. Bror forlod Afrika i 1938 og vendte tilbage til Sverige, hvor han døde som 59-årig i 1946 i en bilulykke.

## Familie
Han var gift tre gange. Med Karen Blixen fra 1914-1925, med Jacqueline Harriet Alexander (1892-1955) fra 1928 og med Eva Amalia Maria Lindström (1905-1938) fra omkring 1935.
Bror Frederik fik ingen børn.

### Udgivet på engelsk
- African Hunter, Cassell & Company, London, 1937. (Illustreret britisk førsteudgave).
- The Africa Letters. St. Martin's Press, New York, 1988; med forord af G. W. E. Kleen).

## Yderligere læsning
- Arnold, Tonni: Bror Blixen – En eventyrer, Forlaget Lindhardt og Ringhof, Viborg 1992. ISBN 87-595-1537-6.
- Aschan, Ulf: Baron Blixen – Ett porträtt av Baron Bror von Blixen-Finecke, Forlaget Wiken, Höganäs 1986. ISBN 91-7024-332-8.
  - Dansk: Aschan, Ulf: Manden som kvinderne elskede – Bror Blixens liv, Forlaget Sesam, Oversat til dansk ved Birgitte Brix, København 1988. ISBN 87-7258-337-1.
  - Engelsk: Aschan, Ulf: The Man Whom Women Loved – The Life of Bror Blixen, Forlaget St. Martin's Press, New York 1987.
- Hagerfors, Lennart: Drömmen om Ngong – En roman om Bror Blixen, Forlaget Norstedt, Sverige 1998.
  - Dansk: Nielsen, Peter: Drømmen om Ngong – En roman om Bror Blixen, Forlaget Gyldendal, København 1999. ISBN 87-00-37126-2.